# 深腓骨神経
深腓骨神経（しんひこつしんけい、deep peroneal nerve）は下腿を走行する末梢神経のひとつ。

## 走行
腓骨頭を回って下腿前面に出てきた総腓骨神経から分岐し、前脛骨動脈と伴行しながら下腿の前面を下行する。走行中に下腿の伸筋群に筋枝を出したのち、背側指神経になる。

## 支配筋
- 前脛骨筋
- 長母趾伸筋
- 長趾伸筋
- 第三腓骨筋
- 短趾伸筋
- 短母趾伸筋